# Маранао
Маранао (самоназвание, также — ланао, данао, в переводе — «озерные люди») — один из народов моро на Филиппинах. Живут на о. Минданао в провинциях Южный Ланао и Северный Ланао, в районе оз. Ланао. Численность — 320 тыс. человек. Близки магинданао.
Верующие — мусульмане-сунниты шафиитского мазхаба. Исламизация маранао началась в XVII веке. Их территория входила в султанат Магинданао. В XVII—XIX вв. они участвовали в «войнах моро» против испанцев. Многие их территории остались вне контроля испанцев.

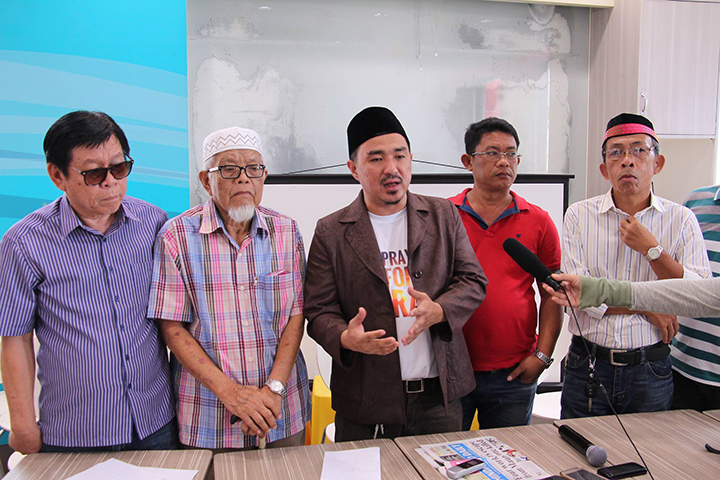

## Язык
Язык — маранао, южнофилиппинской ветви австронезийской семьи. Распространены тагальский, английский, арабский. Внутри Филиппин входит в группу языков моро, которые близки языкам горных филиппинских народов.

## Хозяйство и культура
Традиционные занятия — рыболовство, земледелие (рис, кукуруза, маниок, абака, кофе). Из домашних животных разводят буйволов.
Ремёсла — изготовление снастей, сетей, парусных лодок с балансиром, крисов, ткачество из абаки, резьба по дереву, чеканка по металлу (на кувшинах, подносах). Орнамент — растительный и геометрический. Маранао в ремёслах превосходят всех моро, их тканям, изделиям из дерева и металла равных среди моро нет.
Поселения компактные. Жилище — свайное, одно- или двухкамерное. Крыша с крутыми скатами, кроется соломой или пальмовыми листьями. В строительстве используется украшение панулонг, в виде носа лодки. Оно орнаментировано и раскрашено, цвета — красный, синий, жёлтый.
Одежда у мужчин — шаровары, короткая куртка, белый тюрбан, пояс, за который заткнут крис. Женщины носят саронг, узкий жилет, шаровары или штаны до колен, головной убор из бисера, пояс, из украшений — браслеты на руках и ногах, ожерелья, серьги. Оба пола носят длинные волосы. Женщины укладывают их в пучок на затылке.
Пища — рис, овощи, фрукты, рыба, острые пряные приправы. Мясо — исключительно по праздникам. Жуют бетель.
Основа общества — замкнутая община. Главы общин — дато (вождь) и мусульманская элита (имамы, хаджи).
Счёт родства билатеральный. Семья моногамная, но среди богатых встречается полигиния. Лицо женщины не закрывают, имеют право голоса.
Праздники — мусульманские, главные — Ураза-байрам, Курбан-байрам. Сохраняются доисламские верования, вера в духов (дивата), аграрные культы. Пользуются лунным календарём.
Имеется богатый фольклор, сказки, эпосы «Даранган» и «Бидасфи».